# ビクトル・チーホノフ (1930年生)
ビクトル・チーホノフ（Viktor Tikhonov、1930年6月4日 - 2014年11月24日）は、ソビエト連邦のアイスホッケー指導者。1984年のサラエボオリンピック、1988年のカルガリーオリンピックでソ連代表を率いて、1992年のアルベールビルオリンピックでEUNを率いて金メダルを獲得した。

## 経歴
1930年にモスクワで生まれた。
現役時代は、ソビエト空軍チームやHCディナモ・モスクワでプレーしたディフェンスマンであった。
現役引退後、ディナモ・モスクワのアシスタントコーチを経て、1968年のグルノーブルオリンピックのアシスタントコーチに就任、その後、ディナモ・リガやラトビアでヘッドコーチを務めた。
1976年にオリンピックを控えていたため、ベストメンバーではなかったソ連チームをボリス・クラーギンに代わって初めて率いてカナダ、チェコスロバキアに次いで3位となった。1977年にはHC CSKAモスクワ及びソ連代表のヘッドコーチとなった。それ以降17年に渡り、ソ連代表ヘッドコーチを務めた。CSKAでは1977年から1989年までソビエトリーグで13連覇を果たすとともに、1978年から1990年まで13年連続でヨーロピアンカップで優勝した。
プラハで行われた世界選手権で、予選ラウンドでは敗れた相手、地元チェコスロバキアを破り、自身初優勝を果たし、それ以降1992年までオリンピックや世界選手権で数々のメダルを獲得した。
アイスホッケーソビエト連邦代表を率いて、オリンピックで3回金メダルを獲得、1979年から1992年までの間、アイスホッケー世界選手権で優勝8回、1991年のカナダカップでも優勝した。

1980年のレークプラシッドオリンピックでは決勝リーグで地元アメリカに敗れて銀メダルに終わった。
1992年のアルベールビルオリンピックでは独立国家共同体チームを率いた。
1998年に国際アイスホッケー連盟殿堂入りを果たした。
彼の孫のビクトルは、2014年のソチオリンピックに出場した。
2014年11月24日、モスクワの病院で亡くなった。84歳であった。
ビクトル・チーホノフが亡くなった日、彼がかつてヘッドコーチを務めたCSKAモスクワのアイスアリーナではCSKAモスクワとSKAサンクトペテルブルクの試合が開催された。彼の孫のビクトル・チーホノフJrはSKAサンクトペテルブルクのフォワードであり、この試合に出場した。CSKAモスクワとSKAサンクトペテルブルクはどちらも軍系統のチームであり、この2チームの対戦はアーミー・ダービーと言われチケットが高騰する好カードだった。さらに両チームは当時KHLのリーグ全体の首位争いをしていたため、試合は白熱することが予想された。試合開始前には亡くなったチーホノフを偲んで黙祷が捧げられ、通常ならプレーが中断するたびに流れる音楽もこの日は流れることがなかった。CSKAのサポーターはチーホノフの似顔絵が描かれた横断幕を振ってチームを応援した。試合はCSKAが5対3で勝利したが、ビクトル・チーホノフJrは亡くなった祖父に捧げるかのような気迫あふれるプレーを見せ、2ゴール1アシストを決めてこの試合のMVPとなった。